# Station Wojo
Wojo is een spoorwegstation in de Indonesische provincie Midden-Java.

## Bestemmingen
- Yogyakarta Internationale Luchthaventrein, van en naar Maguwo